# Norbert Növényi
Norbert Növényi, född den 15 maj 1957 i Budapest i Ungern, är en ungersk brottare som tog OS-guld i lätt tungviktsbrottning i den grekisk-romerska klassen 1980 i Moskva. 